# Techo de celuloide
Se denomina techo de celuloide («celluloid ceiling» en inglés) a la metáfora que sugiere la subrepresentación de las mujeres en puestos creativos en Hollywood. El celuloide era el material usado para crear el soporte fotográfico que se solía utilizar para la filmación y la proyección cinematográfica. El término hace referencia a la metáfora del «techo de cristal», que describe una barrera invisible que impide a un determinado sector demográfico (normalmente las mujeres) superar un cierto nivel en una jerarquía.

## Estadísticas
En 2013, un informe sobre el techo de celuloide llevado a cabo por el Centro para el Estudio de la Mujer en la Televisión y el Cine de la Universidad Estatal de San Diego presentó una lista de estadísticas recopiladas de «2813 empleados que trabajaron para las 250 películas más exitosas de Estados Unidos en 2012».
Las mujeres representaban:
- «El 18 % de todos los directores, directores ejecutivos, productores, guionistas, cinematógrafos y editores. Esto no experimentó ningún cambio respecto a 2011, y solo se ha visto incrementado en un 1 % desde 1998».[1]
- «El 9 % de todos los directores».[1]
- «El 15 % de todos los guionistas».[1]
- «El 25 % de todos los productores».[1]
- «El 20 % de todos los editores».[1]
- «El 2 % de todos los cinematógrafos».[1]
- «El 38 % de las películas emplearon 0 o 1 mujer en los puestos considerados, un 23 % empleó 2 mujeres, un 28 % entre 3 y 5 mujeres, y un 10 % entre 6 y 9 mujeres».[1]

Un artículo del The New York Times mostró, según un estudio reciente, que tan solo un 15 % de las mejores películas de 2013 tenían como protagonistas a mujeres. La autora del estudio señaló que «el porcentaje de mujeres que contaban con diálogo no había crecido desde los años 40, cuando oscilaba entre un 25 % y un 28 %.»

## Mujeres destacables en la industria del cine
Según la Dra. Martha Lauzen, la directora ejecutiva del Centro para el Estudio de la Mujer en la Televisión y el Cine: «Si los hombres (blancos) dirigen la gran mayoría de nuestras películas, las mayoría de ellas tratarán sobre hombres (blancos) desde el punto de vista de un hombre (blanco).
La presencia de la mujer en la producción cinematográfica es mucho más que simplemente un problema laboral, ya que contribuye a una cuestión cultural más amplia. Aunque hay una gran disparidad de género dentro de la industria del cine, hay excepciones notables, mujeres que de alguna manera han roto ese «techo de celuloide» y se han convertido en pioneras dentro de su campo. Leni Riefenstahl, Kathryn Bigelow, Jane Campion, Gina Prince-Bythewood, Claire Denis, Sofia Coppola, Catherine Hardwicke, Amy Heckerling, Julie Taymor y Nora Ephron son algunos de los nombres de las mujeres que podemos encontrar hoy en día y a lo largo de la historia.

### Alice Guy-Blaché
Alice Guy-Blaché es considerada como una de las primeras directoras de cine, así como la primera directora de una película de ficción. Blanché dirigió su primera película en 1896, La Fée aux Choux y fundó Solax Studios en 1910. A lo largo de su vida, dirigió entre 40 y 50 películas y supervisó alrededor de otras 300 producciones.

### Kathryn Bigelow
Kathryn Bigelow es una directora de cine estadounidense, productora, guionista, y directora de televisión. Se convirtió en la primera mujer en ganar un premio de la Academia a la mejor directora por En tierra hostil, el premio a la mejor dirección por el Sindicato de Directores de Estados Unidos, el BAFTA al mejor director, el premio de la Crítica Cinematográfica a la mejor directora así como el Premio Saturn al mejor director.

### Jane Campion
Jane Campion es una directora, guionista y productora neozelandesa. Es la segunda de cuatro mujeres directoras en ser nominada para un Premio de la Academia al mejor director, y fue la primera directora en ganar la Palma de Oro, el premio más prestigioso del Festival de Cine de Cannes.

### Geena Davis
Geena Davis es una actriz estadounidense, productora de cine, escritora, actriz de doblaje, exmodelo y exarquera. En 2007, Davis fundó el Instituto Geena Davis sobre Género en los Medios, cuyo objetivo es eliminar el techo de celuloide.

### Catherine Hardwicke
Catherine Hardwicke, conocida por ser la directora de la película Crepúsculo, con el fin de semana de estreno más taquillero, obtuvo unas ganancias de 69,6 millones de dólares y fue el mayor estreno jamás conseguido por una directora.

### Amy Heckerling
Amy Heckerling es conocida por películas como Fast Times at Ridgemont High (Aquel excitante curso), National Lampoon's European Vacation (Las vacaciones europeas de una chiflada familia americana) y Clueless (Fuera de onda). Ha recibido la Medalla Franklin J. Schaffner del American Film Institute y el Premio Crystal From Women in Film (WIF).

### Amy Pascal
Amy Pascal es la jefa del estudio Sony y la única directora de un gran estudio.
En 1988, Pascal se unió a Columbia Pictures; lo dejó en 1994 y comenzó a trabajar para Turner Pictures como presidenta de la compañía. En sus primeros años en Columbia, trabajó en películas como Groundhog Day (Atrapado en el tiempo), Little Women (Mujercitas) y A League of Their Own (Ellas dan el golpe). Cuando Pascal comenzó su carrera, fue vicepresidenta de producción en 20th Century Fox entre 1986 y 1987. Antes de que Pascal se uniera a Fox, era secretaria de Tony Garnett, un productor independiente de Warner Bros.

## Apoyo y sensibilización

### Women In Film
Women In Film (WIF) es «una organización sin ánimo de lucro dedicada a ayudar a las mujeres a alcanzar su mayor potencial dentro de las industrias globales de entretenimiento y medios de comunicación, además de preservar el legado de las mujeres dentro de estas industrias. Fundada en 1973, Women In Film y su fundación Women In Film Foundation ofrece a sus miembros una extensa red de contactos, programas educativos, becas, fondos de finalización y subvenciones para películas, acceso a oportunidades de empleo, mentores y numerosos servicios prácticos en apoyo a esta misión». WIF es una gran organización que ofrece desayunos bimensuales para establecer lazos entre las mujeres de la industria, prácticas externas, clases, competiciones, un sistema de producción de APS, becas y mucho más.

### Women in Film and Television International
Women in Film and Television International (WIFTI) es una «red global compuesta por más de cuarenta divisiones de Women In Film en todo el mundo, con más de 10 000 miembros, dedicados a promover el desarrollo profesional y el logro de las mujeres que trabajan en todas las áreas de cine, vídeo y medios digitales». La organización fue fundada en 1973 en Los Ángeles por Tichi Wilkerson Kassel, creció rápidamente en todo el mundo y presentó su primera cumbre mundial de Women in Film and Television en Nueva York en septiembre de 1997.

### Women's International Film and Arts Festival
El Women's International Film and Arts Festival (WIFF) es un «evento cultural único que cuenta con películas, artes visuales y escénicas y otras expresiones artísticas de mujeres». «Diseñado para promover la participación de las mujeres en la industria del cine y celebrar sus logros, el festival consta de mesas redondas, talleres y simposios. Los objetivos del WIFF incluyen inspirar a mujeres de todas las edades para que se vean a sí mismas en un contexto artístico más amplio».

### WITASWAN y el día internacional de SWAN
En 2002, Jan Lisa Huttner fundó una organización conocida como WITASWAN: Women in the Audience Supporting Women Artists Now («mujeres del público que apoyan a mujeres artistas de la actualidad»), un movimiento de base para eliminar el techo de celuloide. Al combinar esfuerzos con la red de WomenArts, WITASWAN patrocina y promueve el Día Internacional de SWAN (Supporting Women Artists Now: «apoyo a las mujeres artistas de la actualidad») anualmente, que empezó en 2008. El último sábado de marzo se llevan a cabo en todo el mundo más de 700 celebraciones donde una gran cantidad de gente se reúne para celebrar la existencia de todas las mujeres artistas y cineastas. El evento está diseñado para promover el reconocimiento de las mujeres en el cine y las formas en que las personas pueden apoyarlas al formarse en cultura cinematográfica.